# Dubidze-Kolonia
Dubidze-Kolonia – kolonia w Polsce położona w województwie łódzkim, w powiecie pajęczańskim, w gminie Nowa Brzeźnica przy drodze wojewódzkiej nr 483. Na zachód od miejscowości znajduje się przystanek Dubidze na linii kolejowej nr 146 Wyczerpy – Chorzew Siemkowice.
W latach 1975–1998 miejscowość administracyjnie należała do województwa częstochowskiego.
Inne miejscowości o nazwie Dubidze: Dubidze